# Witalij Czudin
Witalij Iwanowicz Czudin (ros. Вита́лий Ива́нович Чу́дин, ur. 27 listopada 1929) – radziecki działacz państwowy i partyjny.

## Życiorys
W 1952 ukończył Ałtajski Instytut Budowy Maszyn Rolniczych i został inżynierem mechanikiem, potem pracował w fabryce maszyn w mieście Frunze (obecnie Biszkek) kolejno jako technolog, starszy majster, zastępca szefa, szef odlewni i zastępca głównego metalurga fabryki. Od 1954 należał do KPZR, 1961 został sekretarzem partyjnego komitetu fabryki, a w 1962 dyrektorem fabryki, 1967-1976 był zastępcą przewodniczącego Rady Ministrów Kirgiskiej SRR. Od 1976 do grudnia 1980 był zastępcą ministra, a od grudnia 1980 do sierpnia 1985 ministrem budowy maszyn budowlanych, drogowych i komunalnych ZSRR, następnie przeszedł na emeryturę. Od 23 lutego 1981 do 25 lutego 1986 był członkiem Centralnej Komisji Rewizyjnej KPZR, a 1984-1989 deputowanym do Rady Narodowości Rady Najwyższej ZSRR 11 kadencji z Północnoosetyjskiej ASRR.

## Odznaczenia
- Order Rewolucji Październikowej
- Order Czerwonego Sztandaru Pracy
- Order „Znak Honoru”